# Siegen, Bas-Rhin
Siegen là một xã thuộc tỉnh Bas-Rhin trong vùng Grand Est đông bắc Pháp.